# رضاعة طبيعية
الإرضاع الطبيعي أو الرضاعة الطبيعية هي عملية تغذية المولود بالحليب الذي ينتجه ثدي الأنثى بالمص. وهي عملية فطرية مشتركة بين الاٍنسان وباقي الثدييات وتستمر هذه العملية من الولادة وحتى الفطام.

## الرضاعة الطبيعية عند الاٍنسان
مدة الرضاعة تنصح منظمة الصحة العالمية ب 6 أشهر كمدة ارضاع وتختلف مدة الرضاعة وذلك باختلاف المناطق والثقافات، فهناك من يوقف الرضاعة مدة بسيطة بعد الولادة ومنهم من يستمر في الاٍرضاع حتى 24 شهرا. ومن أسباب اٍيقاف الرضاعة مبكرا، قلة اٍدرار الحليب من الأم وبالتالي عدم اٍشباع الطفل، الخوف من ترهل الأثداء بسبب عملية الأرضاع.

## مكونات حليب الأم (إنسان)
يتكون حليب الأم أساسا من:
- 87.5 % من الماء
- 7 % من السكريات
- 4 % من الدهنيات
- 1 % من البروتين

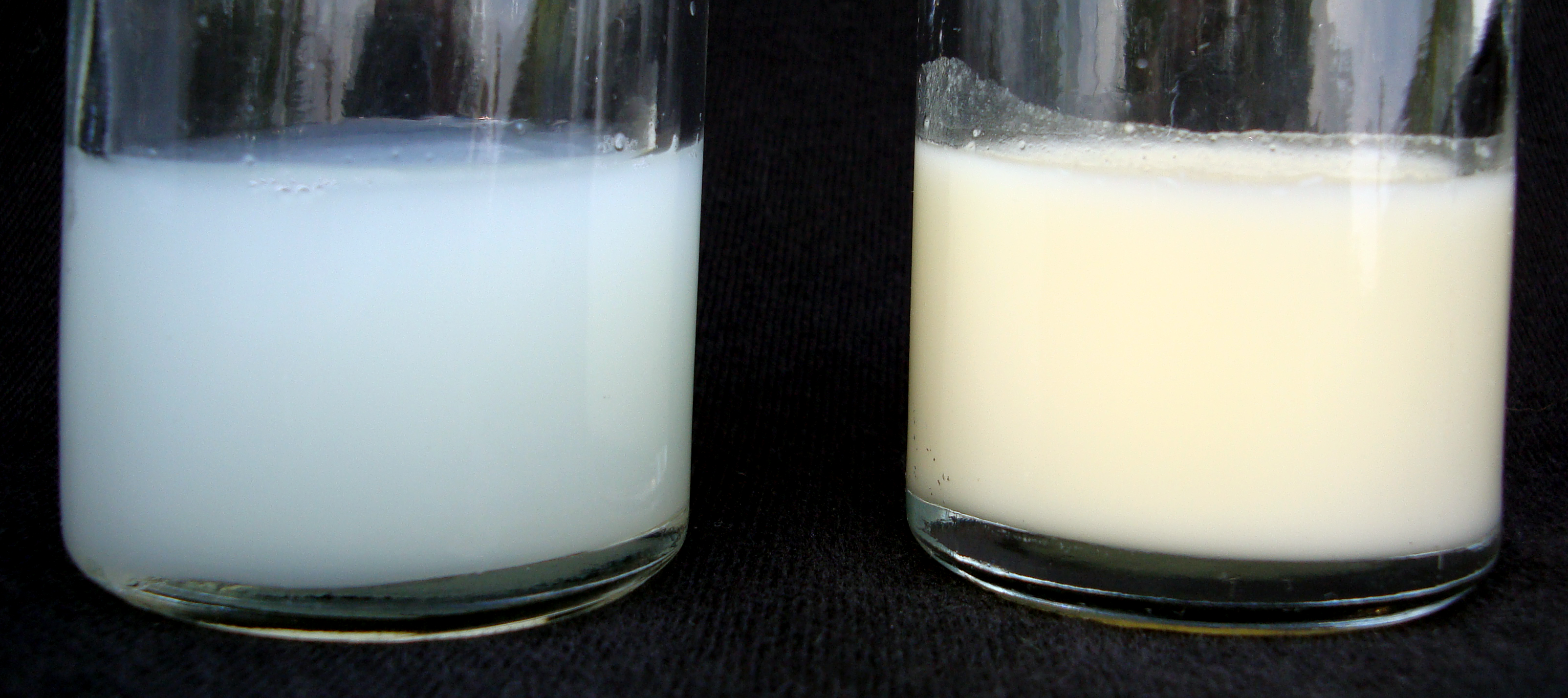
عينتين من حليب الإنسان بحجم 25 ميلي لتر.على اليمين عينة من حليب من ثدي شبه مستهلك، أما على اليسار فعينة من حليب ثدي ممتلئ

- 0.5 % من المغديات الدقيقة (أملاح، فيتامينات...)

يتغير حليب الأم على حسب حاجيات الرضيع ونلاحظ ذلك خصوصا في التحول من اللبأ إلى الحليب العادي خلال ثلاث أسابيع.
يحتوي حليب الأم على مكونات لا تختلف باختلاف المناطق عبر العالم لكن يبقى هناك تأثير لنمط الحياة ونوع الغذاء.

## فوائد الرضاعة

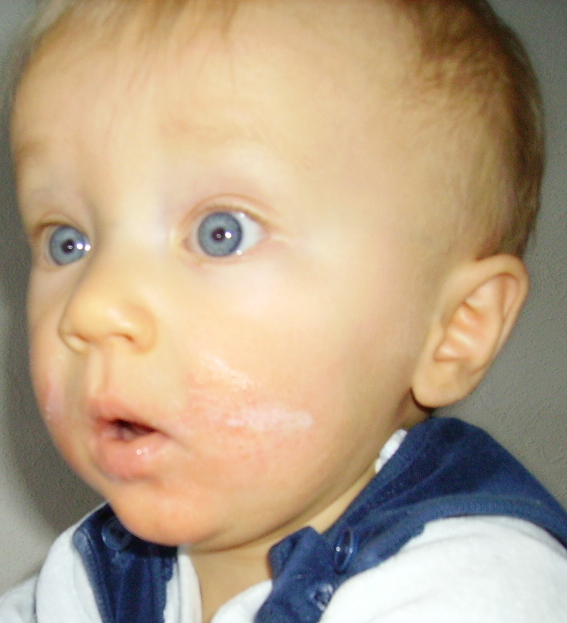
طفل يعاني من الاكزيما التأبتية

تجنب الرضاعة الطبيعية الأطفال كل من داء الربو، الأكزيما التأبتية، الاٍصابة بحساسية الأنف، الحساسية من بروتينات حليب الأبقار.
نشير أيضا إلى:
- تخفيض نسبة الإصابة بالسرطان عند الأطفال والبالغين الذين استفادو من رضاعة طبيعية.
- نمو جيد للفك وتفادي النمو غير العادي للأسنان

أما عند الأم فيؤدي الاٍرضاع الطبيعي إلى:
- اٍستمرارية اٍفراز هرمونات الحمل
- رفع نسبة أوكسيتوسين الذي يؤدي إلى تقلص الرحم بعد الولادة ويخفض من نزف بعد الولادة
- البرولاكتين الذي يعمل على اٍدرار الحليب له تأثير منوم على الأم والرضيع.
- يساعد الأم على اٍستعادة وزن ماقبل الحمل وذلك باستهلاك مخزون الغذاء لديها.
- يؤخر عودة العادة الشهرية التي تعود عادتا 3 أشهر بعد الولادة في حال عدم الاٍرضاع.

## مشاكل الرضاعة
تقرحات وتشققات الحلمة ويحدث تقرح الحلمة وتشققها بالعادة نتيجة حدوث شق أو جرح بسبب مسك الطفل الرضيع للحلمة بشكل خاطئ
الإصابة بالمبيضة المبيضة عدوى سببها فطريات تتواجد بشكل طبيعي في الامعاء من نوع - Candida albicans - تصاب الام والرضيع بالعدوى بنفس الوقت اثناء فترة الرضاعة. إن حليب الام يعتبر بيئة ملائمة لتنشيط هذا النوع من العدوى (الفطريات) كونه وسط رطب، دافيء، يحتوي على السكر وهي عوامل تساعد على نمو الفطريات، اثناء الإرضاع فان فم الطفل يكون قد تحول إلى بيئة ملائمة لنمو البكتيريا، بسبب حليب الام وتكون الفرصة مهيئة للعدوى من فم الطفل إلى حلمة الام وانتقالها إلى الثدي وبقية الجسم، وتزيد الحالة سوءا إذا كان الثدي مصابا بتشققات أو التهاب.
تقرحات الثدي: تحدث التقرحات نتيجة تراكم الحليب في الثدي ويعود ذلك لعدة أسباب. قد يكون السبب أن طفلك لا يستطيع أن يلتقط الثدي بشكل جيد، وبالتالي فان جزء من الثدي لا يدر الحليب فتبقى متراكمة في تلك المنطقة، وهذا بدوره يؤدي إلى ظهور تقرحات وألم. وما قد يزيد تقرحات الثدي سوءاً إذا كنت حمالة صدر غير مريحة، أو بسبب كدمة، أو إذا خسر الطفل وجبة ارضاع.
انسداد قنوات الحليب: قد يحدث انسداد في قنوات الحليب إذا كانت كتلة صغيرة محتقنة. ملاحظة: من المهم معالجة تقرحات الثدي أو الانسداد في قنوات الحليب فورا كي لا تتطور الحالة إلى التهاب الثدي - Mastitis .
التهاب الثدي: هو التهاب في انسجة الثدي تصيب المرضعات وغير المرضعات وتسمى أيضا - Mastitis Lactation -. ويظهر التهاب الثدي بعد الولادة، وخلال الأشهر الأولى من فترة الإرضاع - Postpartum - ويمكن ان يحدث بعد ذلك أيضا. في هذه الحالة ينصح الام باستمرار الإرضاع لتخفيف احتقان الثدي والمساعدة على الشفاء.
التصاق اللسان
يولد بعض الأطفال مع قطعة صغيرة من الجلد بين الجانب السفلي من اللسان وأرضية الفم. وذلك معروف باسم التصاق اللسان الذي من شأنه أن يؤثر على الإرضاع عن طريق جعل تثبيت الطفل إلى الثدي بطريقة فعالة أصعب. يتم علاج التصاق اللسان بسهولة.

## عملية الاٍرضاع
التحضير للاٍرضاع تحتاج عملية الاٍرضاع لتكون ناجحة إلى عدة عوامل:
- تساعد معرفة الأم بجسدها المرضعة الحديثة على اٍدرار الحليب.
- رغبة الطفل في الرضاعة وكونه جائعا.
- عدم وضع رزنامة صارمة للاٍرضاع وترك الأمر للعفوية.
- البحث عن مكان هادء اٍذا كانت الأم تفقد تركيزها بسرعة.
- يقوي العظام ويجنب الاٍصابة بسرطان المبيض.

طريقة الاٍرضاع

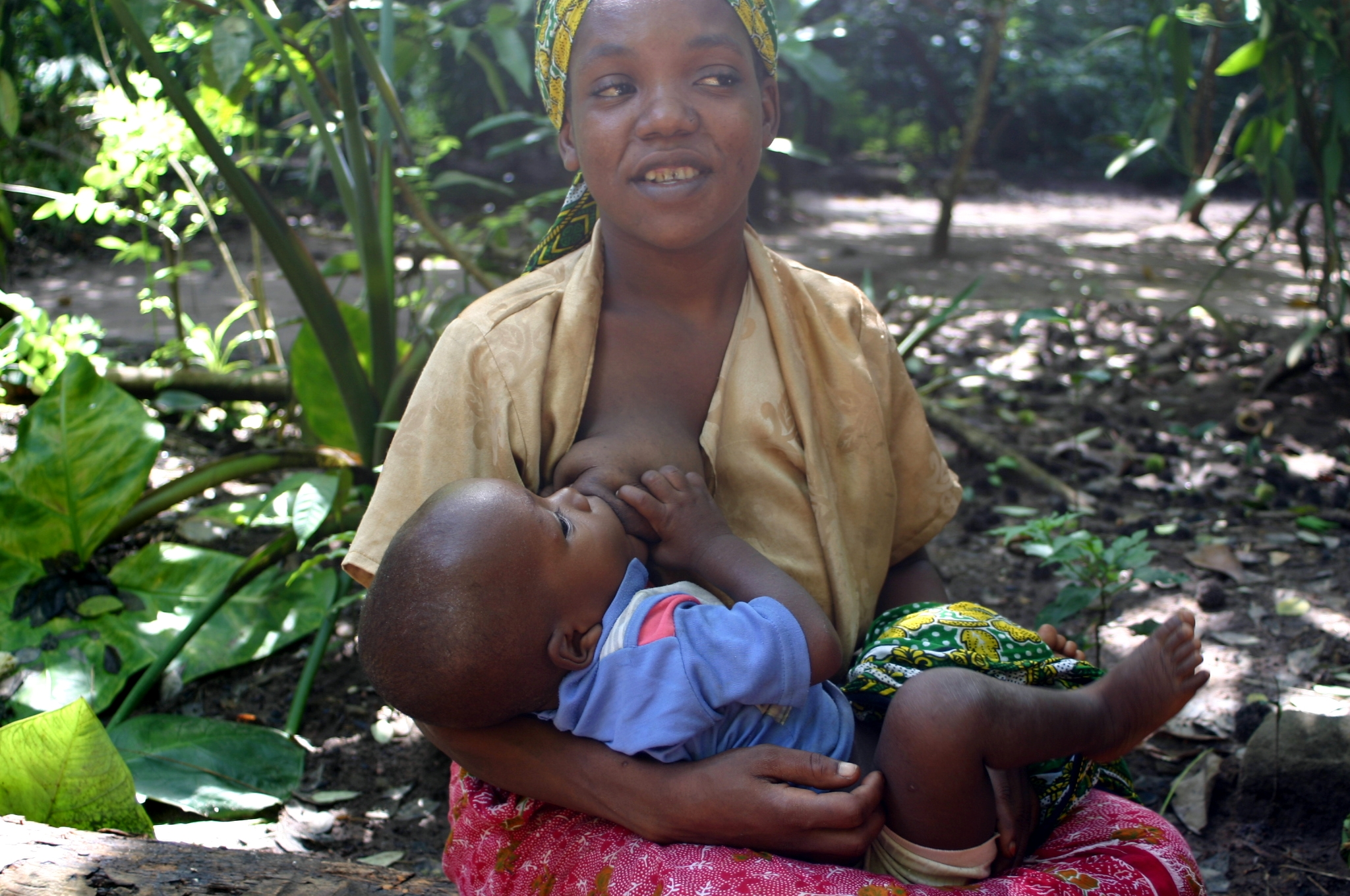
وضعية الاٍرضاع الصحيحة

تتم عملية الاٍرضاع الطبيعي بالطريقة التالية:
- ضم الطفل واٍلصاقه من رأسه حتى قدميه بجسد الأم وهو في وضع نصف جلوس (مائل).
- مسك حلمة الثدي باليد أربع أصابع من الأسفل والاٍبهام من فوق
- مساعدة الطفل على اٍلتقاط الحلمة والهالة.
- تتراوح مدة الرضعة بين 5 و 20 دقيقة حسب الطفل ووقت الرضاعة (صباح، مساء...) لكن من الأفضل ترك الطفل يرضع حتى يشبع ويترك الثدي من تلقاء نفسه.

### الإرضاع يخفض الحساسية
قدمت الجمعية الألمانية لأمراض الحساسية والجمعية الألمانية لأمراض الطفل نتائج أبحاثهما حتى عام 2016.
تدل الدراسات على أن الرضاعة الطبيعية مفيدة للطفل. وتنصح الدراسات بأن الرضاعة من الأم لا بد وأن تكون خلال الأربعة أشهر الأولى من عمر الوليد على الأقل، حيث أن ذلك يقلل من حدوث حساسية للطفل أثناء عمره. كما ينصح الأطباء أن بداية إعطاء الطفل غذاء عاديا يجب أن يتواصل مع الإرضاع وليس أن يكون بعد فطم الطفل. تلك النصائح تقلل من احتمال إصابة الطفل بالحساسية خلال عمره؛ وتشير الدراسات إلى أن هذا النظام يقلل من احتمال إصابة الطفل بالداء الزلاقي (حساسية القمح).
كما تشير الدراسات الطبية أن للسمك في تغذية الطفل مفعول جيد على هذا السبيل. فأكل الأسماك جيد للأم أثناء الرضاعة، وتغذية الطفل بالسمك حسن خلال السنة الأولى من عمره. وكلما تنوع غذاء الطفل خلال 12 شهر الأولى من عمره فهو يكون محصنا ضد الإصابة بمرض الربو أو حساسية الأنف.
إذا لم تستطع الأم رضاعة الطفل فيمكنها شراء لبن اصطناعي معالج بطريقة خاصة تعمل على تفتيت البروتين وتجعله سهلا للهضم؛ طريقة معالجة الحليب الاصطناعي تسمى حلمهة (أي التحلل المائي) Hydrolysate. يمكن شراء هذا الحليب الاصطناعي المعالج بطريقة الحلمهة من الصيدليات.

## الفطام
هو اٍيقاف اٍعطاء حليب الأم للطفل وبدأ اٍعتماده على مصادر تغدية جديدة ومختلفة كالخضر والفواكه.

## مضخة الثدي
مضخة الثدي هي عبارة عن جهاز ميكانيكي يعمل يدوياً أو على الطاقة الكهربائية من أجل استخراج الحليب من ثدي المرأة المرضع. تم اختراع مضخة الثدي ببراءة اختراع مسجلة باسم إدوار لاسكر.
تعمل مضخة الثدي بشكل مشابه لعمل آلة الحلب التي تستخدم في إنتاج الألبان.
تضطر بعض الأمهات لاٍستخدامها أو اللجوء إلى التدليك لاٍستخراج الحليب وتخزينه في البراد وذلك حتى يحين وقت تقديمه للطفل

## الرضاعة الصناعية

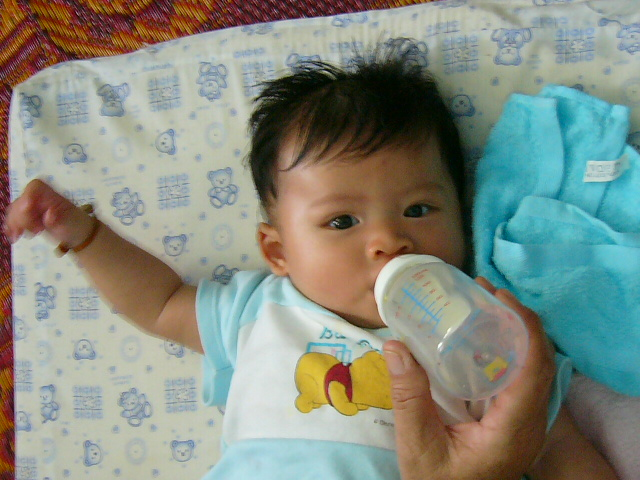
طفل يرضع من زجاجة

الرضاعة الصناعية هي بديل عن الرضاعة الطبيعية في حالات عديدة:
- عدم كفاية حليب الأم لاٍشباع الطفل.
- وفاة الأم وعدم وجود مرضعة بديلة.
- معانات الأم من الام في الثدي.
- اٍصابة الأم باٍلتهابات في الثدي.

طرق الأرضاع الصناعي يتم الاٍرضاع الصناعي بواسطة الرضاعة (زجاجة الرضاعة) وذلك بملئها اٍما:
- بحليب الأم في حال اٍستعمال مضخة الثدي
- حليب البقر المعالج.

## الرضاعة عند باقي الثدييات

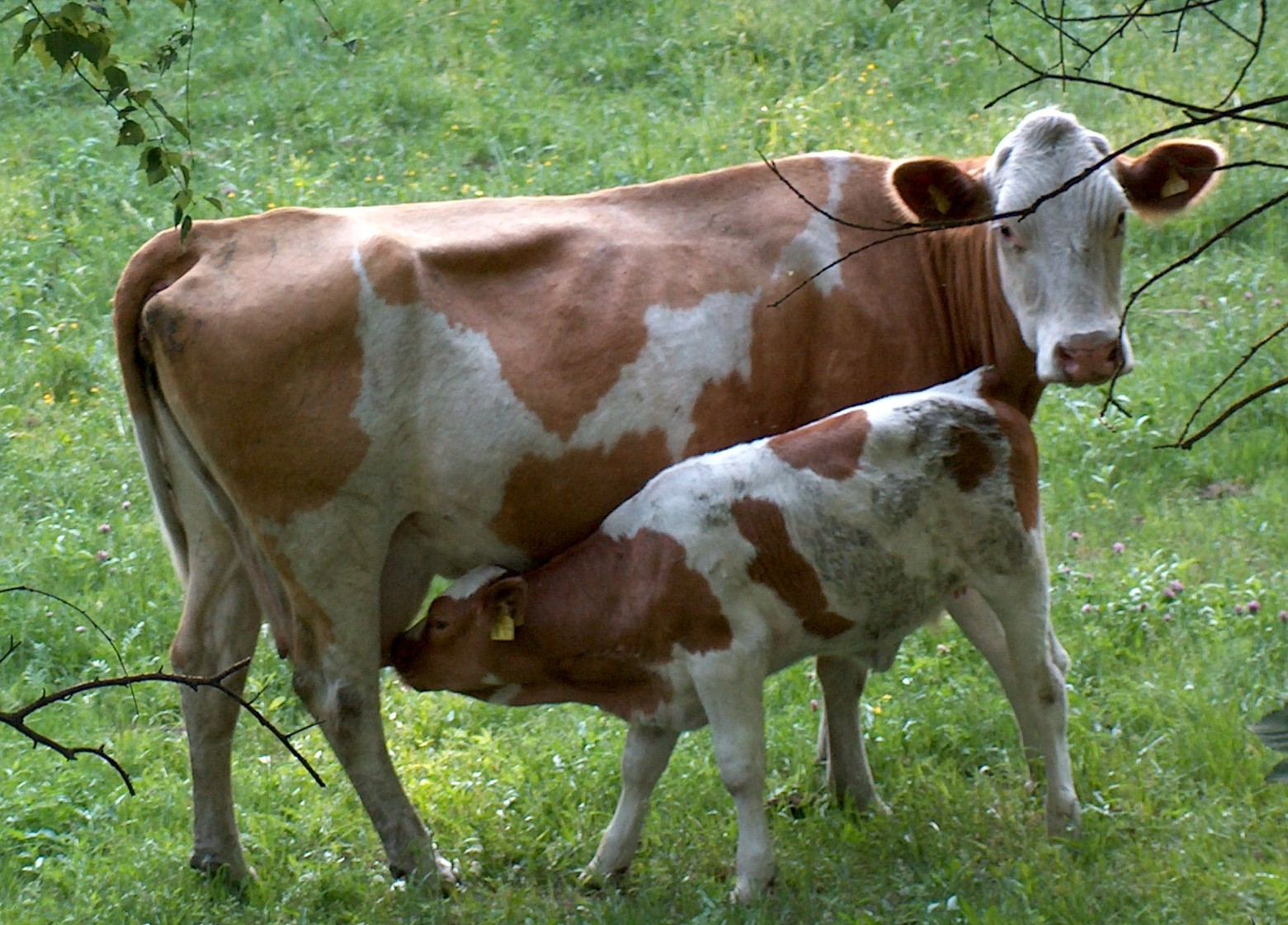
بقرة ترضع صغيرها

تختلف الرضاعة عند الحيوانات الثديية بين الحيوانات التي يستهلك الأنسان ألبانها والتي لا يستهلكها.
ثدييات تستهلك البانها مثل الأبقار والماعز والاٍبل وغيرها تفطم صغارها مبكرا ليستفيد الاٍنسان من ألبانها
ثدييات لا تستهلك ألبانها مثل الكلاب والقطط فتواصل الصغار الرضاعة حتى سن الفطام الفطري.